# جبل كوساتسو-شيرانه
جبل كوساتسو-شيرانه (باليابانية: 草津白根山) هو بركان طبقي نشط يقع بالقرب من بلدة كوساتسو بمحافظة غونما اليابانية، ويبلغ ارتفاعه 2160 متر. ويُدعى «كوساتسو-شيرانه» لتمييزه عن جبل نيكو-شيرانه الواقع على الطرف الآخر من محافظة غونما. تقع قمة بركان كوساتسو-شيرانه مباشرةً شماليّ جبل آساما. وتتألف من سلسلة من المخاريط البركانية الفتاتية المتداخلة وثلاثة بحيرات فوهية، وأكبرها بحيرة «يو-غاما» الحمضية ذات اللون الأخضر الزمرّديّ والحاوية على كميات كبيرة من الكبريت أصفر اللون والذي يُمكن أحياناً رؤيته عائماً على سطح مياه البحيرة.
حدث ثوران تدفقي صغير للبركان بتاريخ 23 يناير عام 2018. وقد أدى الثوران إلى وقوع انهيار ثلجي تسبب بمقتل شخص واحد وإصابة آخرين. وأجبر تجدد النشاط البركاني في اليوم التالي الشرطة على إيقاف عمليات البحث عن مفقودين. وأعلن مسؤولو المحافظة بعد مضي شهر على ثوران البركان أن القمة كانت الموقع الوحيد الذي يُمنع العامة من الصعود إليه.

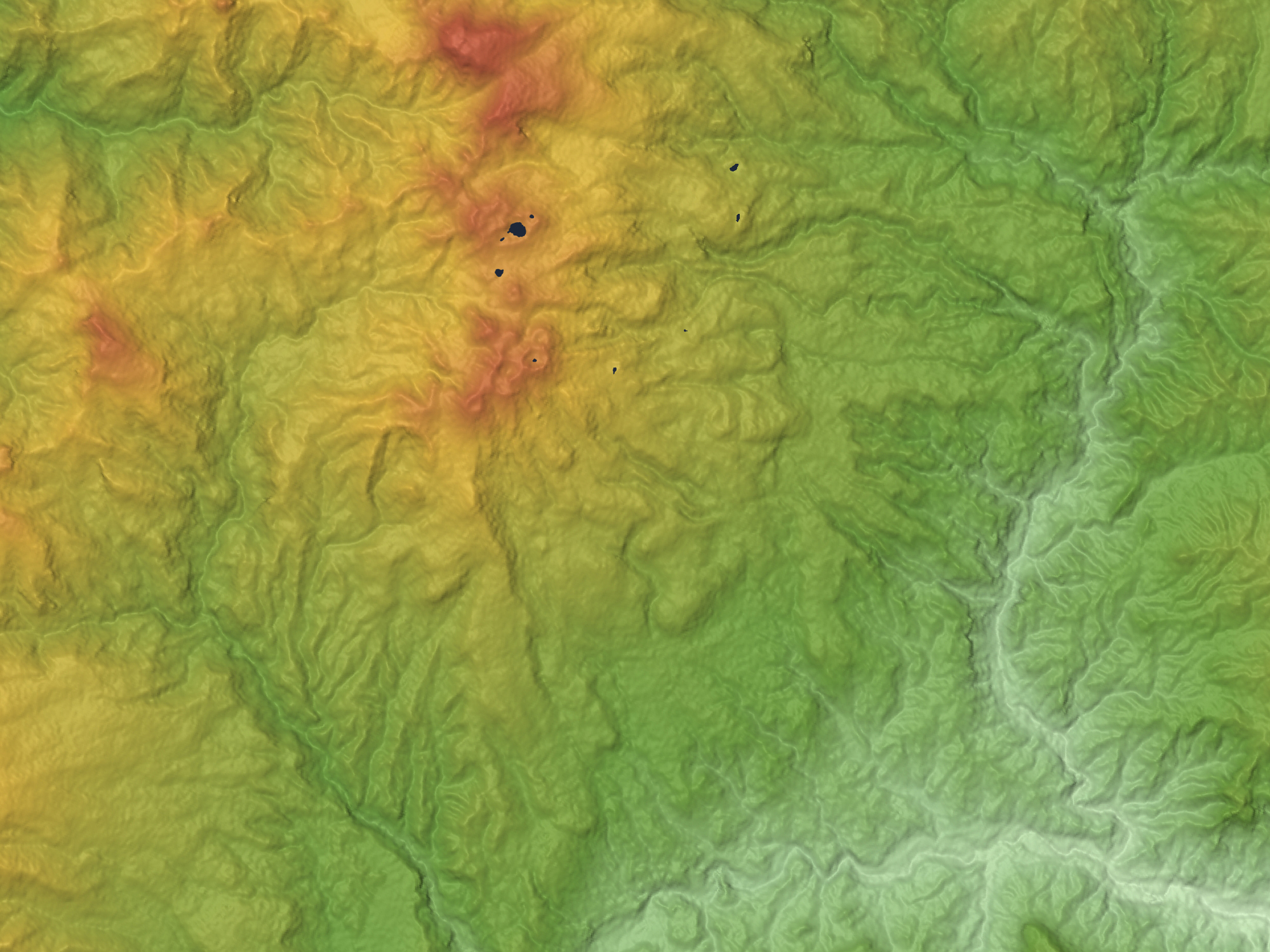
خريطة طبيعية تبين التضاريس عند بركان كوساتسو-شيرانه
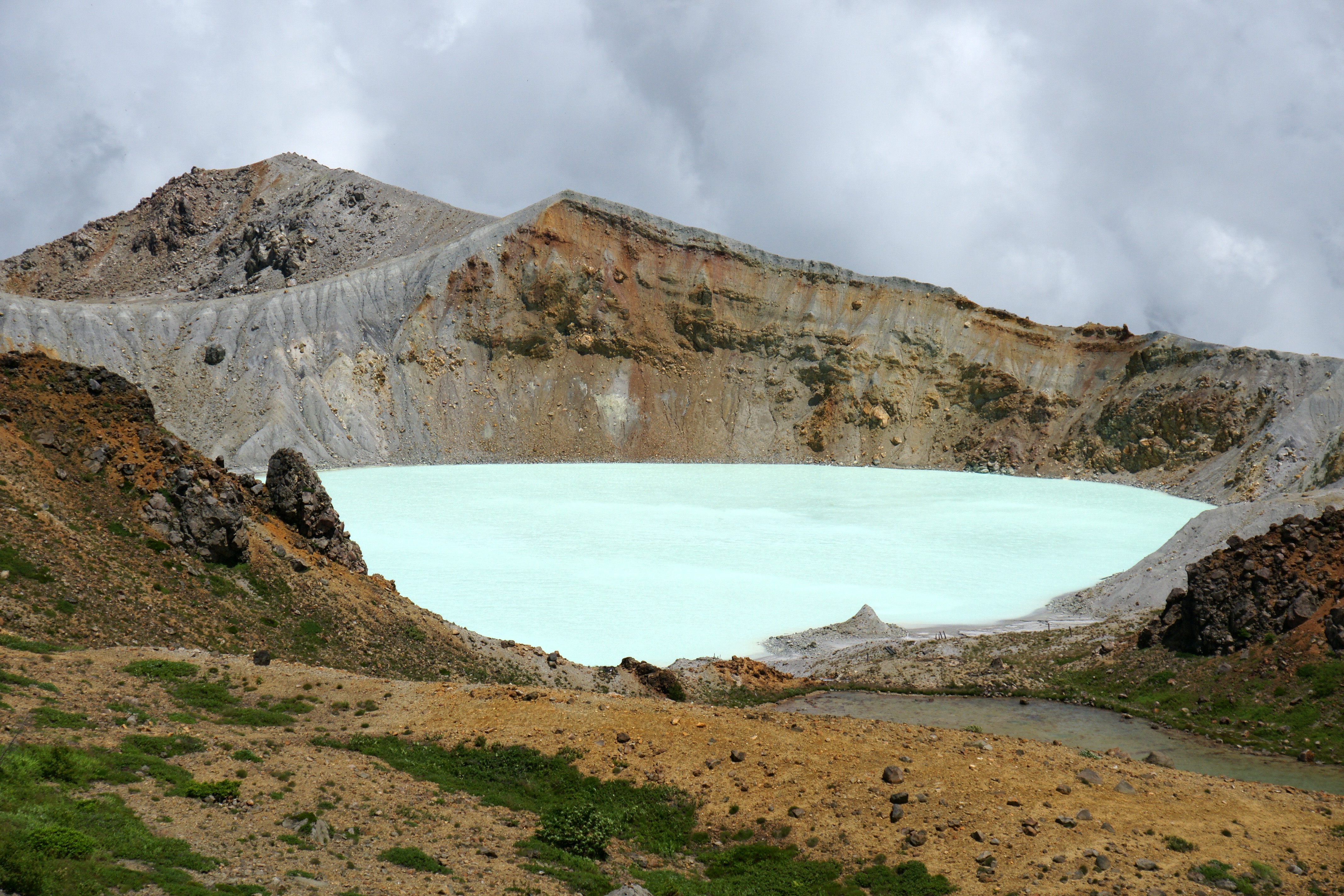
فوهة «يو-غاما»

## وصلات خارجية
- كوساتسو-شيرانه - وكالة الأرصاد الجوية اليابانية (باليابانية)
- "كوساتسو-شيرانه: الدليل الوطني للبراكين النشطة في اليابان" (PDF). مؤرشف من الأصل (PDF) في 2016-03-04. - وكالة الأرصاد الجوية اليابانية (بالإنجليزية)
- بركان كوساتسو-شيرانه - المسح الجيولوجي لليابان (بالإنجليزية)
- كوساتسو-شيرانه - مؤسسة سميثسونيان (برنامج البركانية العالمي) (بالإنجليزية)